# 985 Rosina
985 Rosina је Марсов тројански астероид чија средња удаљеност од Сунца износи 2,299 астрономских јединица (АЈ). 
Апсолутна магнитуда астероида је 12,7 а геометријски албедо 0,423.